# Qui (deusa)
Na mitologia suméria, Qui era a deusa da terra e a principal consorte de Anu, deus do céu. Em algumas lendas,[carece de fontes?] Qui e Anu eram irmãos, filhos de Ansar ("Pivô do Céu") e Quisar ("Pivô da Terra"), antigas personificações do céu e da terra.
Através de seu consorte Anu, Qui deu à luz os Anunáqui, grupo de divindades das quais a mais importante é Enlil, deus do ar. De acordo com as lendas, o céu e a terra eram inseparáveis, até o nascimento de Enlil, que dividiu o céu e a terra em dois. Anu ficou com o céu, enquanto Qui, juntamente com Enlil, ficou com a terra.
Alguns estudiosos questionam se Qui era realmente visto como uma divindade, já que não existem evidências de seu culto, e seu nome aparece apenas num grupo limitado de textos de criação sumérios. O assiriólogo Samuel Noah Kramer identificou Qui com a deusa mãe suméria Ninursague, alegando que ambos eram originalmente a mesma figura.
Qui posteriormente teria se transformado na deusa babilônica e acádia Antu[carece de fontes?], consorte do deus Anu (do sumério An).

## Em cuneiforme
O caráter cuneiforme KI (Borger 2003 nr. 737; U+121A0) é o símbolo que representa "terra". Também pode ser lido como GI5, GUNNI (=KI.NE) "lareira", KARAŠ (=KI.KAL.BAD) "acampamento", "exército", KISLAḪ (=KI.UD) "eira", e SUR7 (=KI.GAG). Na ortografia acádia, funciona como um determinador de topônimos e tem os valores silábicos de gi, ge, qi, and qe.